# Chinese Taipei Open 2004
Die Chinese Taipei Open 2004 im Badminton fanden vom 30. November bis zum 5. Dezember 2004 in Taoyuan City im Taoyuan Indoor Stadium in der Sanmin Road statt. Das Preisgeld betrug 50.000 US-Dollar, was dem Turnier zu einem Zwei-Sterne-Status im Grand-Prix-Circuit verhalf.

## Sieger und Platzierte
| Disziplin    | Gold                          | Silber                            | Bronze                                |
| ------------ | ----------------------------- | --------------------------------- | ------------------------------------- |
| Herreneinzel | Lee Chong Wei                 | Kuan Beng Hong                    | Wong Choong Hann                      |
| Herreneinzel | Lee Chong Wei                 | Kuan Beng Hong                    | Lee Tsuen Seng                        |
| Dameneinzel  | Chie Umezu                    | Chiu Yi-ju                        | Ling Wan Ting                         |
| Dameneinzel  | Chie Umezu                    | Chiu Yi-ju                        | Yip Pui Yin                           |
| Herrendoppel | Chan Chong Ming Koo Kien Keat | Hendra Gunawan Joko Riyadi        | Liu Kwok Wa Albertus Susanto Njoto    |
| Herrendoppel | Chan Chong Ming Koo Kien Keat | Hendra Gunawan Joko Riyadi        | Hu Chung-shyan Tsai Chia-hsin         |
| Damendoppel  | Cheng Wen-hsing Chien Yu-chin | Jo Novita Lita Nurlita            | Jiang Yanmei Li Yujia                 |
| Damendoppel  | Cheng Wen-hsing Chien Yu-chin | Jo Novita Lita Nurlita            | Chin Eei Hui Wong Pei Tty             |
| Mixed        | Koo Kien Keat Wong Pei Tty    | Endang Nursugianti Muhammad Rizal | Hendri Kurniawan Saputra Li Yujia     |
| Mixed        | Koo Kien Keat Wong Pei Tty    | Endang Nursugianti Muhammad Rizal | Sara Runesten-Petersen Daniel Shirley |

## Finalergebnisse
| Disziplin    | Sieger                        | Finalist                          | Ergebnis          |
| ------------ | ----------------------------- | --------------------------------- | ----------------- |
| Herreneinzel | Lee Chong Wei                 | Kuan Beng Hong                    | 15-4, 15-10       |
| Dameneinzel  | Chie Umezu                    | Chiu Yi-ju                        | 11-9, 11-8        |
| Herrendoppel | Chan Chong Ming Koo Kien Keat | Hendra Gunawan Joko Riyadi        | 6-15, 15-13, 15-6 |
| Damendoppel  | Chien Yu-chin Cheng Wen-hsing | Jo Novita Lita Nurlita            | 15-4, 15-6        |
| Mixed        | Koo Kien Keat Wong Pei Tty    | Muhammad Rizal Endang Nursugianti | 15-3, 15-5        |